# VW Worker

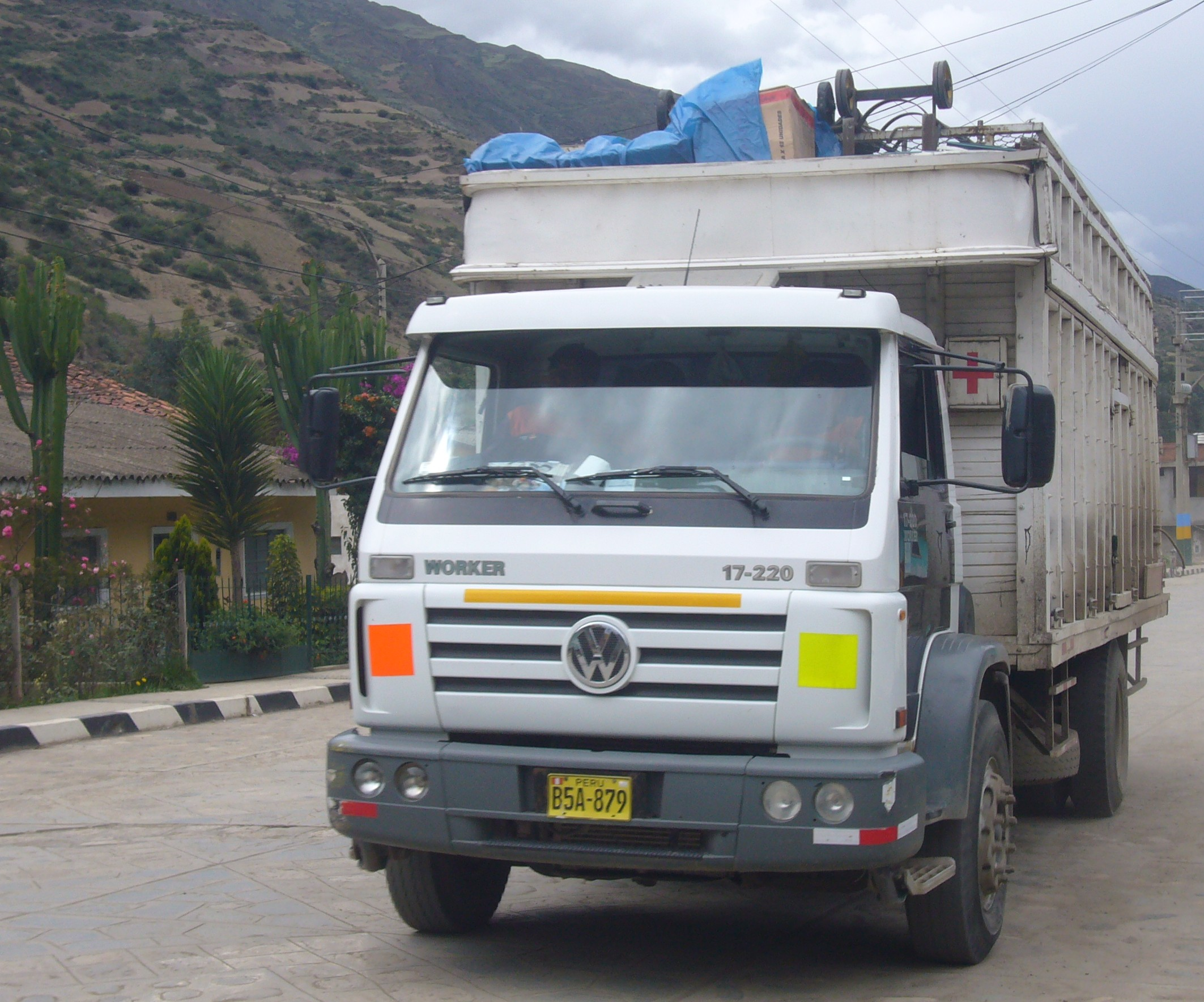
Ein VW Worker in Peru mit dem für Südamerika typischen Holzaufbau

Der VW Worker ist eine mittelschwere LKW-Modellreihe der Marke Volkswagen Caminhões e Ônibus, die für den südamerikanischen Markt produziert wurde. Er basiert in großen Teilen auf Bauteilen des VW L80 bzw. der früheren MAN-VW Baureihe VW G90. Die Fertigung erfolgte im brasilianischen Werk Resende.

## Fahrgestelle
Folgende Fahrgestelle des VW Worker waren verfügbar:
- VW 8.120 Euro II
- VW 8.120 Euro III
- VW 9.150 E
- VW 10.150 E
- VW 13.170 E
- VW 13.180
- VW 15.180 Euro II
- VW 15.180 Euro III
- VW 15.180 E
- VW 17.180
- VW 17.220 Euro II
- VW 17.220 Euro III
- VW 17.220 Tractor
- VW 17.250 E
- VW 18.310
- VW 24.220 Euro II
- VW 24.220 Euro III
- VW 24.250 E
- VW 26.220
- VW 26.220 E
- VW 26.260 E
- VW 31.260 E
- VW 31.310

## Motorsport

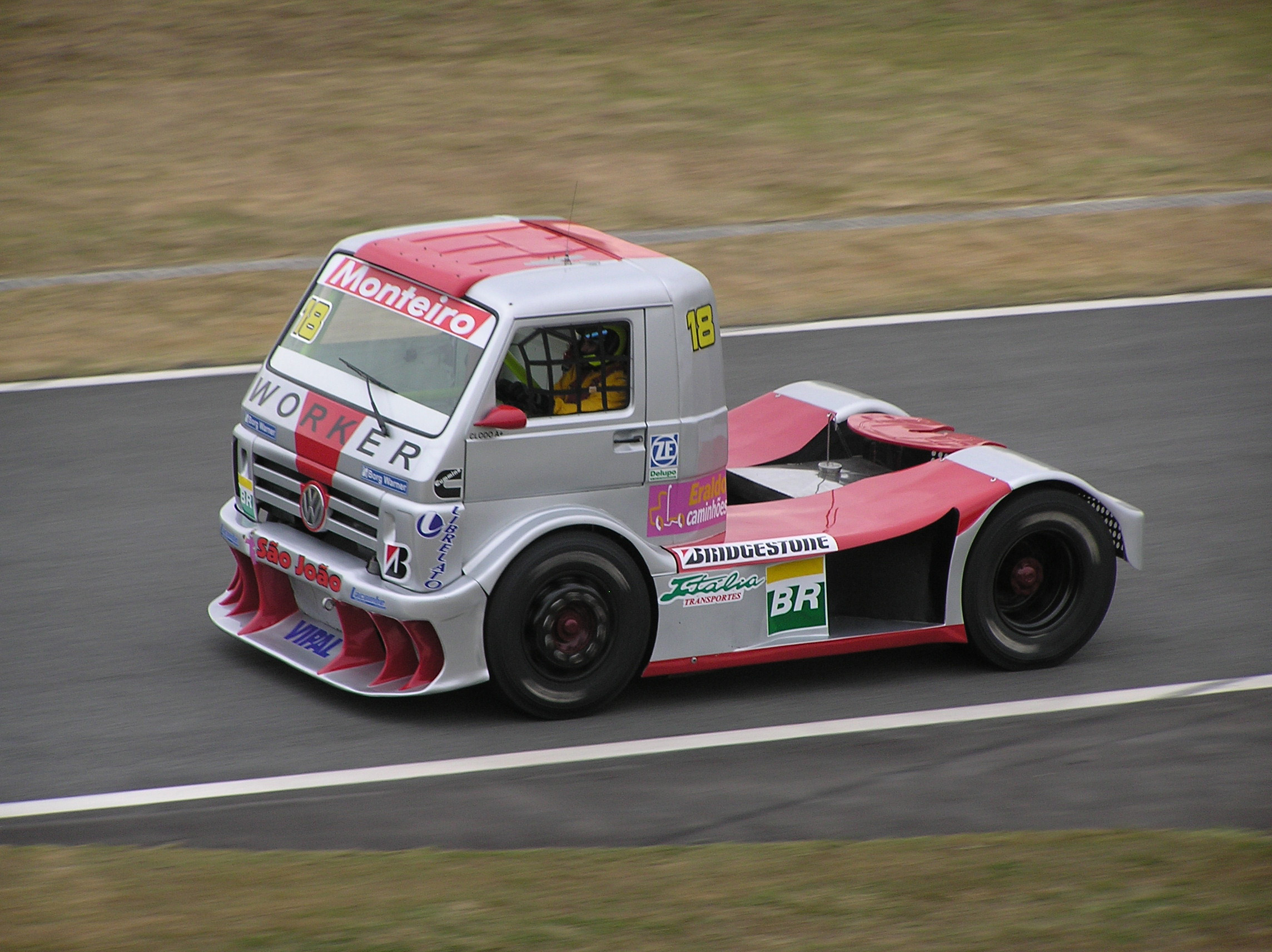
Rennversion

In der Saison 2004 und 2005 trat VW auch in Deutschland bei Truckrennen in der Super-Race-Truck-Klasse des FIA European Cups an. Hierbei wurde die Kabine des VW Worker für den Race-Truck verwendet. Der Wagen wiegt 4,8 Tonnen und hat einen 1.300 PS (956 kW) PS starken Sechszylinder-Dieselmotor mit zwölf Litern Hubraum, der mittig hinter der vom VW LT stammenden Fahrerkabine montiert ist. In beiden Jahren gewann VW mit den Fahrern Markus Oestreich und Ralf Druckenmüller den Meistertitel. Partner des Wolfsburger Herstellers war das Deutsche Post World Net Truckteam.